# Liste des ducs de Västmanland
Depuis le XVIIe siècle, plusieurs princes ont été créés ducs de Västmanland (en suédois, Hertig av Västmanland) par les rois de Suède successifs. Nominal depuis 1772.

## Liste des ducs de Västmanland

### Maison Vasa
Sous la maison Vasa, un prince a porté ce titre :
1. le prince Gustave Adolphe (1594-1632), de 1609 (aussi duc de Södermanland, duc de Finlande et d'Estonie) à sa montée sur le trône en 1604.

#### Armoiries

En recherche d'armoiries.

### Maison Bernadotte
Sous la maison Bernadotte, un prince a porté ce titre :
1. le prince Erik de Suède et de Norvège (1889-1918), de 1889 à sa mort en 1918 (par Oscar II de Suède et de Norvège).

#### Armoiries

Armoiries du Prince Erik de 1889 à 1905.
Armoiries du Prince Erik à partir de 1905.